# So Evil My Love
So Evil My Love (br Alma Negra) é um filme britano-estadunidense de 1948, do gênero drama policial, dirigido por Lewis Allen e estrelado por Ray Milland e Ann Todd. Filmado em Londres com um elenco inglês de peso, So Evil My Love é baseado no romance homônimo publicado no ano anterior por Joseph Shearing, pseudônimo de Marjorie Bowen. O filme só não é um clássico em virtude do roteiro, excessivamente enrolado e confuso.

## Sinopse
A bordo do navio que a leva de volta à Inglaterra, a jovem viúva Olivia Harwood cuida de Mark Bellis, acometido de malária, por quem se apaixona. Na verdade, o charmoso Mark é um canalha, que finge amá-la porque planeja ficar com seus bens. Depois de tornar-se o gerente da pensão que ela abre, ele a induz ao roubo, chantagem e assassinato.

## Elenco
| Ator/Atriz           | Personagem       |
| -------------------- | ---------------- |
| Ray Milland          | Mark Bellis      |
| Ann Todd             | Olivia Harwood   |
| Geraldine Fitzgerald | Susan Courtney   |
| Leo G. Carroll       | Jarvis           |
| Raymond Huntley      | Henry Courtney   |
| Raymond Lovell       | Edgar Bellamy    |
| Martita Hunt         | Senhora Courtney |
| Moira Lister         | Kitty Feathers   |